# أركانتاوية
الأركانتاوية (الاسم العلمي: Eurycanthini) هي قبيلة من الحشرات تتبع فصيلة الشبحات من رتبة الشبحيات.

## أجناس الأركانتاوية
- كركند الشجر
- أركانتة